# Sandline International
Sandline International était une société militaire privée britannique basée à Londres.

## Histoire
Sandline a été fondée au début des années 1990 par l'ex-lieutenant-colonel de l'armée britannique Tim Spicer (en). Elle se présentait comme une « société militaire privée » (SMP) et proposait les services suivants : entraînements militaires, soutien opérationnel (équipement, fourniture en armes, activités militaires restreintes), collecte d'informations, relations publiques avec les gouvernements et les entreprises.
Elle a été impliquée dans les conflits en Papouasie-Nouvelle-Guinée en 1997 (contrat passé avec le Premier ministre de l'époque Julius Chan), en 1998 en Sierra Leone (contrat passé avec Kabbah, le président contraint à l'exil), date à laquelle se déclenche l'affaire Sandline (en), et au Liberia en 2003 (tentative de repousser le président Charles Taylor vers la fin de la guerre civile).
Sandline Int. a mis fin à ses activités le 16 avril 2004, arguant que les gouvernements ne faisaient pas assez appel aux sociétés militaires privées et qu'en conséquence de quoi la société n'avait pu se démarquer de la concurrence. La rumeur court que la plus grande partie du personnel de Sandline est désormais employée par Aegis Defence Services (en).

## Lectures
- Licensed to Kill, Hired Guns in the War on Terror, Robert Young Pelton (Crown, Sept 1, 2006)
- (en) Tim Spicer, An unorthodox soldier : peace and war and the Sandline affair : an autobiography, Edinburgh, Mainstream, 2003, 240 p. (ISBN 978-1-840-18349-8 et 978-1-840-18349-8, OCLC 614675647)
- (en) P. W. Singer, Corporate warriors : the rise of the privatized military industry, Ithaca, Cornell University Press, 2003, 330 p. (ISBN 978-0-801-44114-1 et 978-0-801-48915-0, OCLC 51447098)